# Noor Ullah Nuristani
Noor Ullah Nuristani (ur. 1932, zm. ?) – afgański hokeista na trawie.
Był jednym z reprezentantów Afganistanu w hokeju na trawie na Letnich Igrzyskach Olimpijskich 1956, które odbyły się w Melbourne.